# Arnold Hauser
Arnold Hauser (født 6. maj 1892, død 28. januar 1978) var en ungarskfødt kunsthistoriker som skrev om kunst og film ud fra en sociologisk og marxistisk synsvinkel. Han anses som en af de mest betydningsfulde sociologiske kunsthistorikere,[kilde mangler] men hans sidste år var præget af glemsel i et selvpålagt eksil i England, indtil han døde i Budapest, Ungarn, 86 år gammel.

## Biografi
Hauser studerede kunst- og litteraturhistorie ved universiteter i Budapest, Wien, Berlin og Paris. Han havde Bergson som lærer i Paris og var stærkt påvirket af ham. I Budapest blev han medlem af "Budapests søndagscirkel", en intellektuel gruppe om kritikeren og filosoffen Georg Lukács og hvor blandt andet sociologen Karl Mannheim deltog, og som benyttede sociologi som en metode for at forstå ikke bare samfundet, men også kunsten og kulturen som udgik fra samfundet.
Efter første verdenskrig tilbragte Hauser to år i Italien, hvor han forskede i klassisk og italiensk kunst. I 1921 flyttede han til Berlin og var da overbevist om, at kunstens og litteraturens problemer i hovedsagen var sociologiske problemer. Tre år senere flyttede han til Wien før han i 1938 drog til London, hvor han for alvor begyndte at forske og skrive på sit hovedværk Die Sozialgeschichte der Kunst und Litteratur, "Kunstens og litteraturens socialhistorie".
Arbejdet tog ti år og i løbet af denne tiden skrev han også en række essay om film. Fra 1951 var han forelæser i kunsthistorie ved universitet i Leeds og i slutningen af 1950'erne også gæsteprofessor ved Brandeis University i USA. I 1959 blev han lærer ved Hornsey Collage of Art i London, men tog til USA i årene 1963 til 1965 før han igen kom tilbage til London. I 1977 flyttede han til Ungarn, hvor han blev æresmedlem af Videnskabsakademiet. Han døde i Budapest i 1978, 86 år gammel.

## Hovedværk
Arnold Hausers værker trækker veksler på hans lærere, herunder Henri Bergson, Georg Lucács, og Karl Mannheim. Han udviklede sit omfattende hovedværk Kunstens og litteraturens socialhistorie, første gang udgivet i Tyskland 1951, som var det første forsøg på at se kunstens historie i en total sammenhæng: ideologisk, æstetisk og samtidig politisk og økonomisk. Værket er grundlæggende inden for en sociologisk analyse af kunsten fra forhistoriske hulemalerier til 1900-tallets film.
Da værket blev oversat til engelsk i 1950'erne, blev det voldsomt kritiseret for at være ideologisk, men fik en renæssance, da marxismen havde en opblomstring i 1970'erne, og Hauser blev en vigtig faktor. I kølvandet på Sovjetunionens sammenbrud mistede marxismen sin tiltrækning hos mange, og postmodernistiske kunsthistorikere sluttede med at referere til Hausers værk.
I sine senere bøger, The Philosophy of Art History (1958), Mannerism: The Crisis of the Renaissance and Origins of Modern Art (1964), og The Sociology of Art fortsatte Hauser med at redefinere sit kunstsyn: "kunst for samfundets skyld", i modsætning til "l'art pour l'art", kunst for kunstens egen skyld.

## Kritik
Hausers tese var, at form og indhold udviklede sig i direkte relation til både de materielle rammebetingelser og til den kulturelle udvikling. Denne proces ville nødvendigvis indeholde modsætninger således, at en stil kunne være sin egen modsætning, klassicistisk og antiklassicistisk på samme tid. Især den betydningsfulde engelske kunsthistoriker E.H. Gombrich var stærkt afvisende og meget nådesløs i sin kritik af Hausers værk i Art Bulletin, marts 1953 (senere genudgivet i hans essaysamling Meditations on a Hobby Horse, 1963). Gombrich var misfornøjet med det han så som generalisering og historisme i Hausers tanker. Andre kritiserede Hauser for at være centreret om vestlig kunst, og eftersom både kunst og samfund ændrer karakter, blev også værket noget ujævnt i fremstillingen. Alligevel var Hausers udogmatiske, sprænglærde og ikke mindst engagerende fremstilling både oplysende og stimulerende, og den påvirkede en generation af unge og radikale kunsthistorikere.

## Værker
- 1951: Sozialgeschichte der Kunst und Literatur. – Dansk titel: Kunstens og litteraturens socialhistorie, 1979, ISBN 87-7496-711-8 – Engelsk titel: The social history of art
- 1958: The Philosophy of Art History ("Philosophie der Kunstgeschichte")
- 1964: Mannerism: The Crisis of the Renaissance and the Origin of Modern Art ("Der Manierismus. Die Krise der Renaissance und der Ursprung der modernen Kunst")
- 1974: Sociology of Art ("Soziologie der Kunst")
- 1978: Im Gespräch mit Georg Lukács, essaysamling og interviews